# Real Fattoria di Bettolle
La Real Fattoria di Bettolle è una villa che si trova nell'omonima frazione di Sinalunga, in provincia di Siena.

## Storia
Essa è ricordata come la fattoria storica appartenuta ai Cavalieri di Santo Stefano, posti al servizio del potere granducale per combattere i nemici della fede cristiana, e quindi, agli stessi Granduchi di Toscana. La Real Fattoria si estendeva per diciotto poderi e faceva parte di una rete di dieci fattorie la cui costruzione terminò nel 1736, in prossimità della morte di Gian Gastone de' Medici e del passaggio di proprietà a Francesco III di Lorena. Nel 1799, con l'avvento di Napoleone, l'Ordine di Santo Stefano fu soppresso ed i suoi beni confiscati dal governo francese in Toscana. Avvenuta l'Unità d'Italia, dopo esser tornate nei patrimoni dei Lorena, il Governo italiano vendette le dieci fattorie, compresa quella di Bettolle, a privati.